# Aeropuerto de Syktyvkar/Sudoeste
El Aeropuerto de Syktyvkar/Sudoeste (en ruso: Аэропорт Сыктывкар юго-западный; ICAO: ; IATA: ), se encuentra 19 km al sudoeste de Syktyvkar, capital de la República Komi, en Rusia. 
Se trata de un aeródromo inacabado y aparentemente abandonado. En la actualidad el aeropuerto Internacional de Syktyvkar proporciona el servicio aéreo necesario.

## Pista
El aeropuerto de Syktyvkar/Sudoeste dispone de una pista de hormigón en dirección 17/35 de 2950x60 m. (9678x197 pies).